# Gurdev Singh
Gurdev Singh Kular (Sansarpur, 12 augustus 1933 – Leeds, 8 februari 2024) was een Indiaas hockeyer.
Singh nam deel aan de Olympische Zomerspelen 1956 en won uiteindelijk met de Indiase ploeg de gouden medaille.
Singh overleed op 8 februari 2024. Hij werd 90 jaar oud.

## Resultaten
- 1956  Olympische Zomerspelen in Melbourne